# 포항 지열발전소

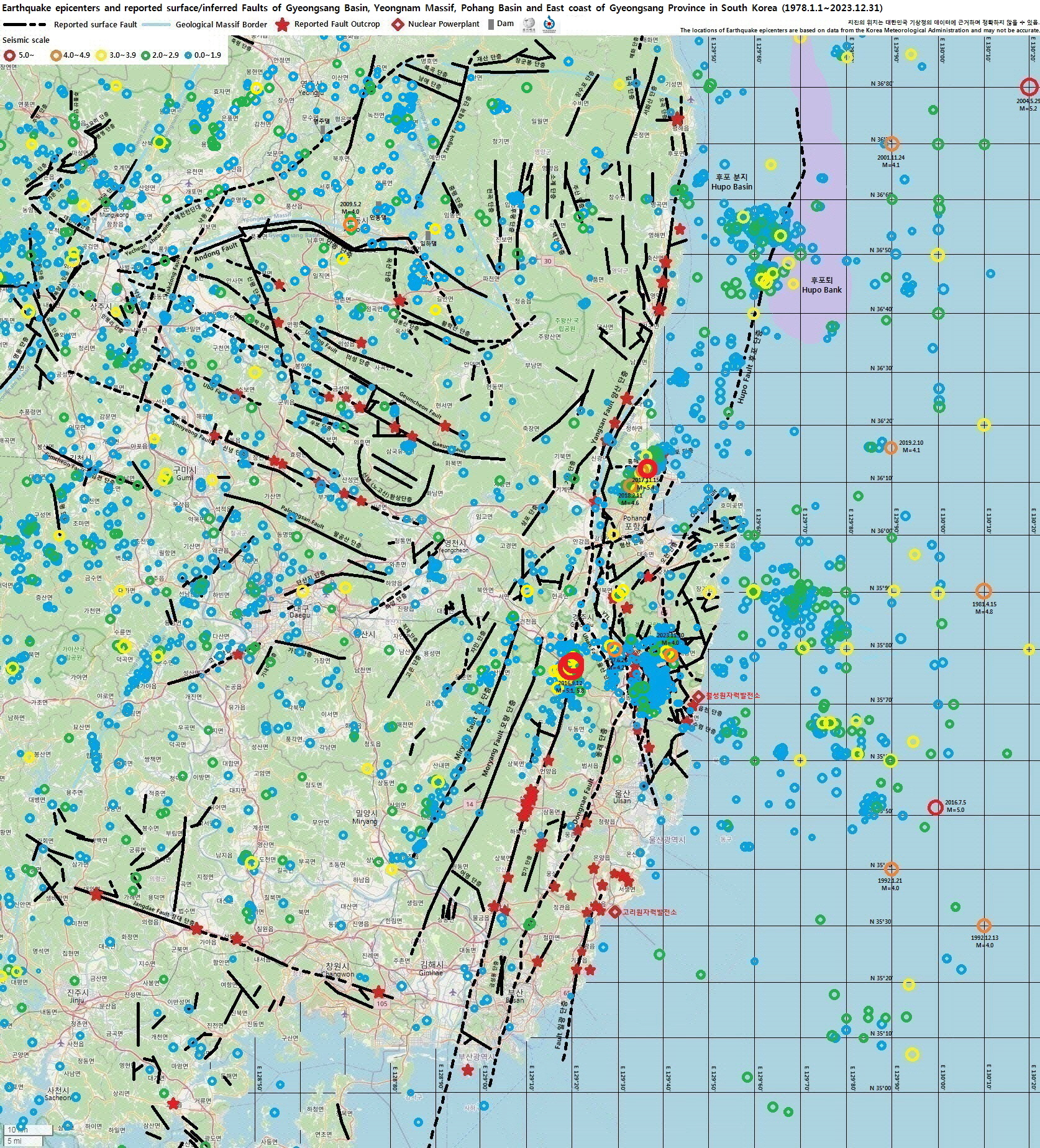
포항시의 지질

포항 지열발전소는 국내에서 지열발전의 타당성을 확인하기 위해 2010년 'MW(메가와트)급 지열발전 상용화 기술개발'이라는 이름의 정부 지원 연구개발사업으로 추진됐다.
넥스지오가 사업을 주관하고 정부출연연구기관인 한국 지질자원연구원과 건설기술연구원, 서울대 등이 참여했다.
주입정을 지하 4∼5km까지 뚫어 물을 주입하고 압력을 가해 물이 땅속의 갈라진 틈을 따라 흘러가 데워진 뒤 그 물을 생산정을 통해 뽑아 올려 발전을 하는 EGS 방식으로 발전소가 일으킨 미소지진이 2017년 11월  발생한 규모 5.4의 2017년 포항 지진의 원인으로 보고 있다.

## 같이 보기
- 포항시의 지질
- 포항 분지 (연일층군)
- 2017년 포항 지진